# 1er septembre 2007
Le samedi 1er septembre 2007 est le 244e jour de l'année 2007.

## Décès
- Kerfalla Camara (né date inconnue), général guinéen
- Nikolaï Khokhlov (né le 7 juin 1922), officier du KGB
- Patrice Burnat (né le 29 mars 1947), journaliste français de presse écrite
- Roy McKenzie (né le 7 novembre 1922), philanthrope néo-zélandais
- Viliam Schrojf (né le 2 août 1931), joueur de football tchécoslovaque
- Witold Leszczyński (né le 16 août 1933), réalisateur polonais

## Événements
- Découverte de (171429) Hunstead
- Fin de la série télévisée American Dragon: Jake Long
- Début du championnat de Chypre de football 2007-2008
- Création de l'escadron 5/2 Côte d'Or
- Publication du roman Exit le fantôme
- Grand Prix de Plouay féminin 2007
- Ouverture de la garte Hull Paragon Interchange
- Sortie du film Juno
- Parution du premier numéro de La Revue internationale des livres et des idées
- Sortie du film Normal Adolescent Behavior
- Création de PornHub
- Publication du roman Racines
- Ouverture du magasin SpiralFrog
- Sortie de l'album Strawberry Jam
- Création du comic The Mice Templar
- Inauguration de l'hôtel The Peninsula Tokyo
- Devant cinq cent mille jeunes italiens, le pape Benoît XVI prône des « choix courageux » pour une « alliance entre l'homme et la nature ».